# Progressiva partiet (Ryssland)
Progressiva partiet (ryska: Прогрессивная партия) eller progressistpartiet (ryska: Партия прогрессистов) var i kejsardömet Ryssland namnet på en moderatliberal grupp inom riksduman, som stod Kadettpartiet nära.